# Chích mỏ rộng

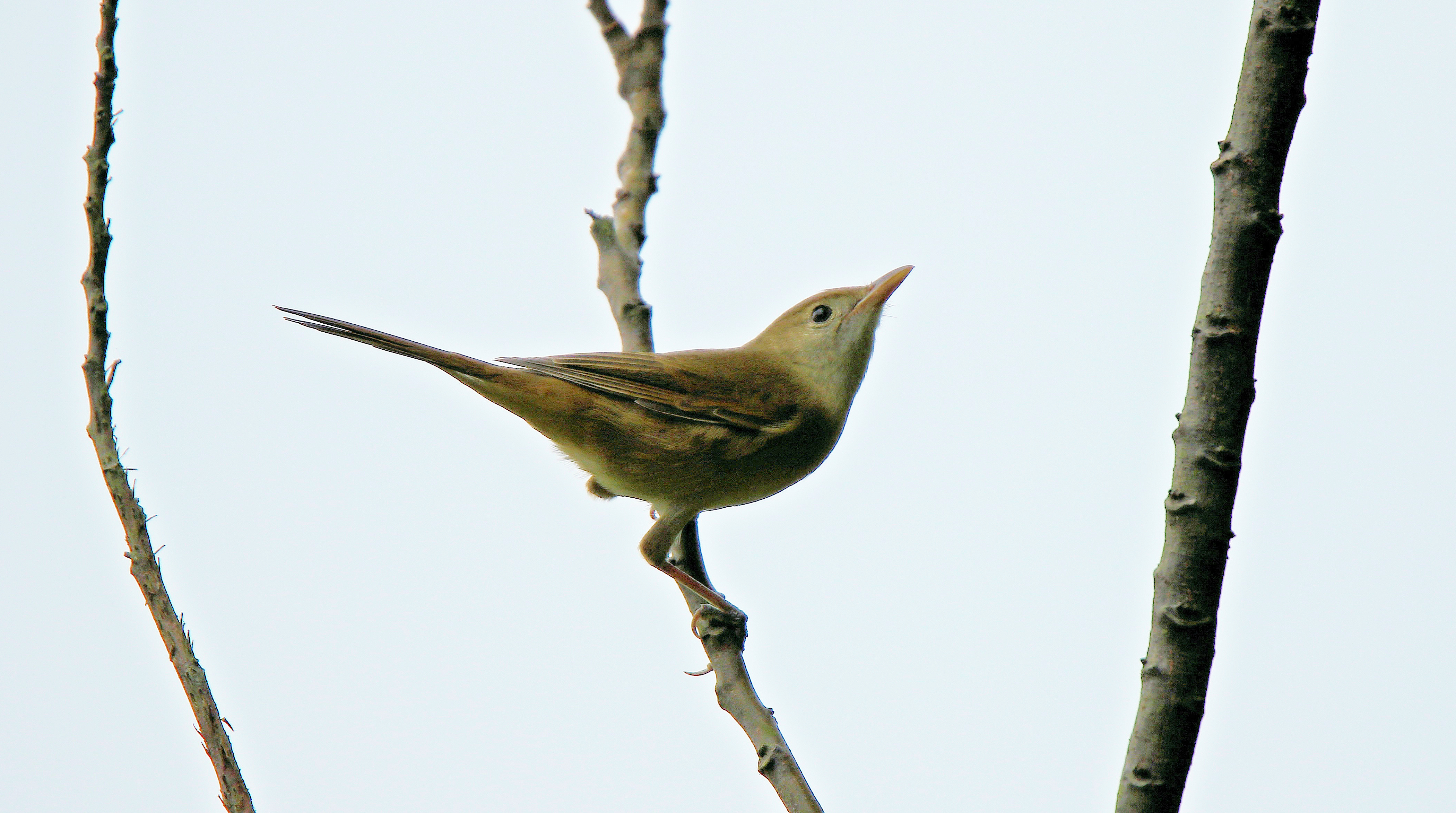
Chích mỏ rộng

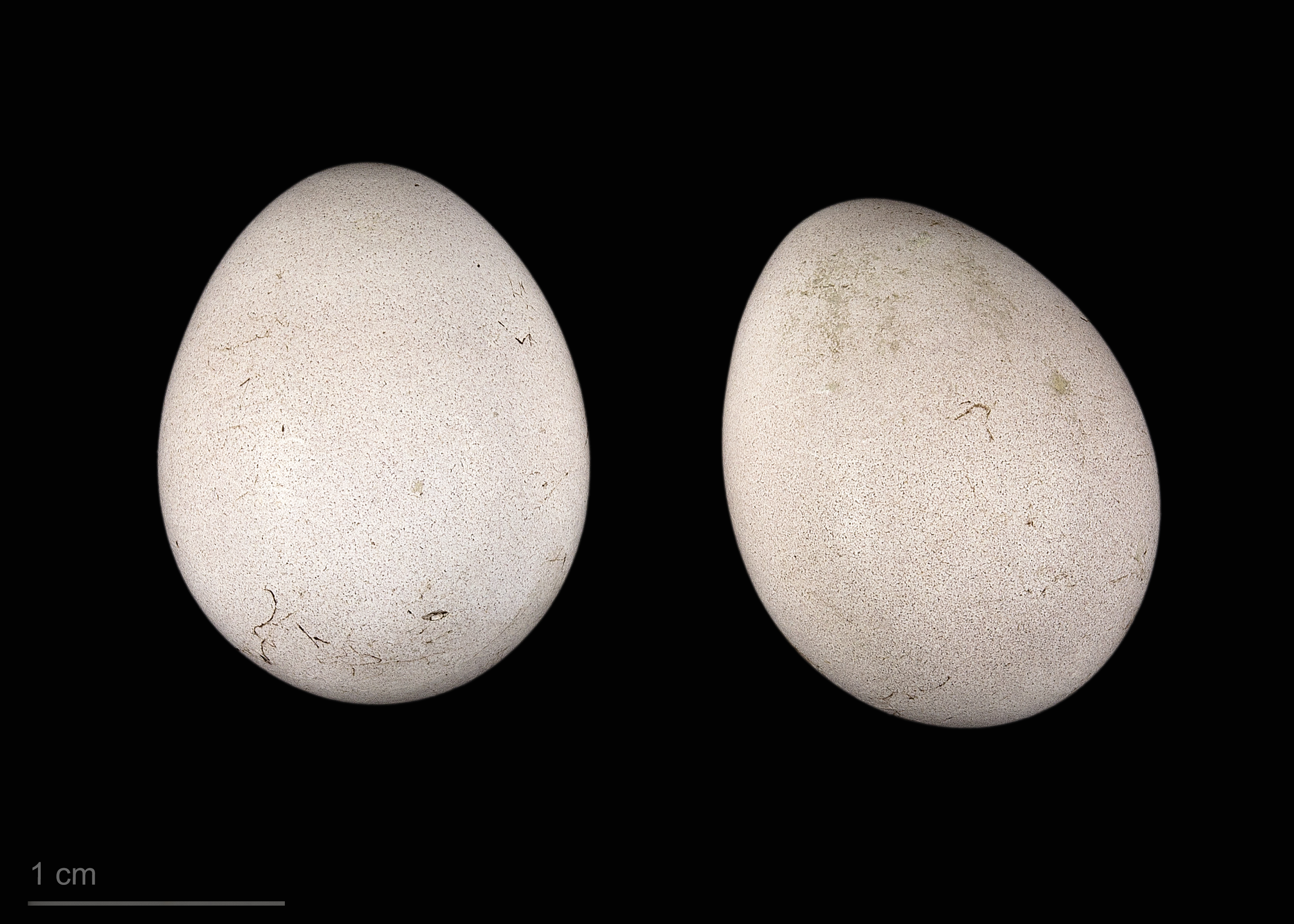
Arundinax aedon aedon

Iduna aedon là một loài chim trong họ Acrocephalidae.